# Saanich
Saanich (Sanetch) Pleme Songish Indijanaca, porodice Salishan, nastanjeno na nekoliko malenih rezervata kod poluotoka Saanich na jugozapadu kanadskog otoka Vancouver. Pleme je 1858. godine imalo 600 duša. 
Po običajima srodni su Songishima. Godine 1843. pokrstio ih je Otac John B. Bolduc. Danas su civilizirani i bave se ribarenjem i drugim poslovima.
Izvorno su se sastojali od 6 bandi: Mayne Island Indijanci, Pauquachin (kod Swantona Panquechin), Tsartlip, Tsawout, Tsehump i Saturna Island.

## Vanjske poveznice
- Sanetch Indians
- Saanich, North Straits Salish (o jeziku Sənčáθən)